# Koffiebranderij Hoorens

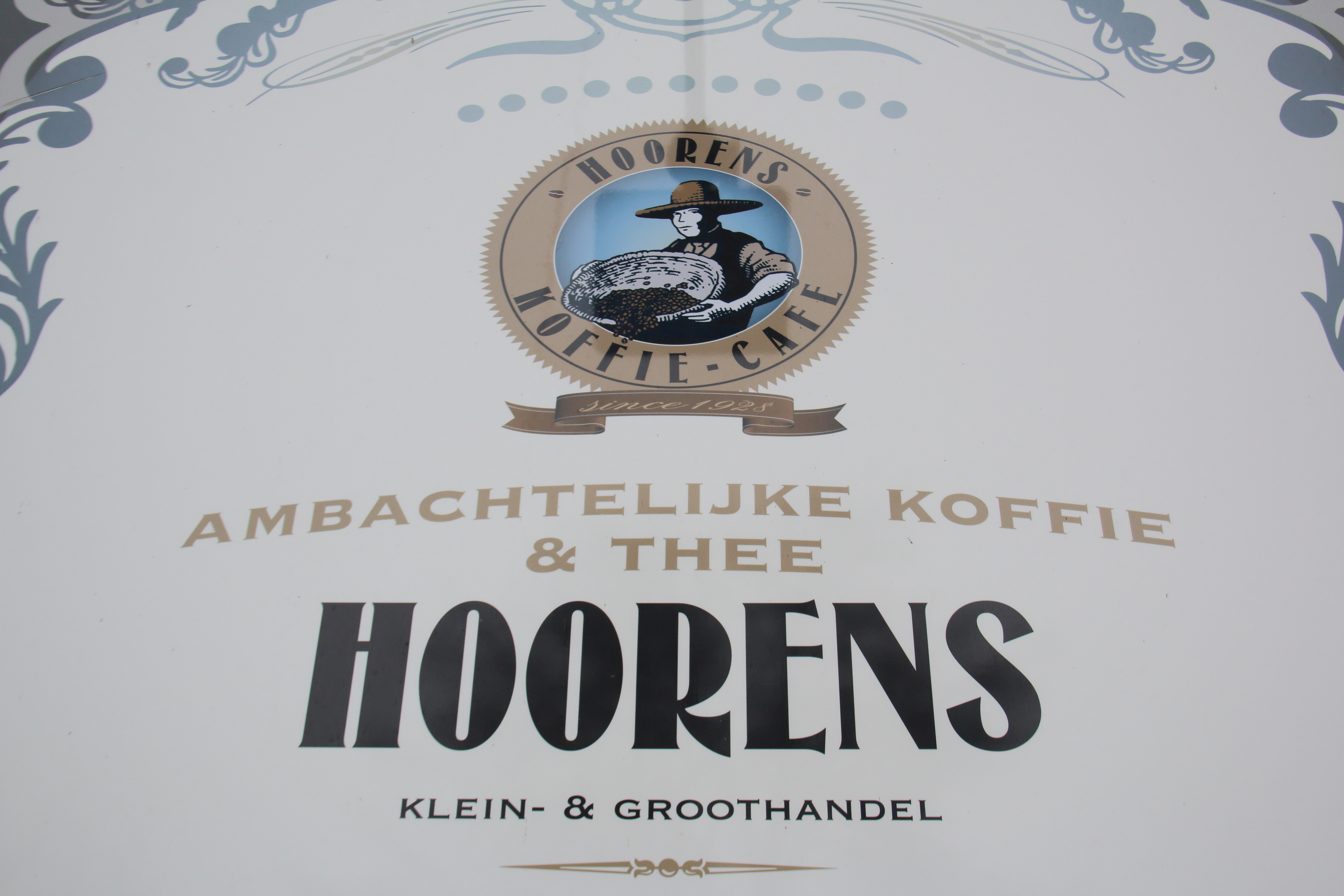
Koffiebranderij Hoorens

Koffiebranderij Hoorens is een Belgische koffiebranderij gevestigd op het Sint-Hubertusplein in Sint-Maria-Oudenhove, deelgemeente van Zottegem.

## Geschiedenis

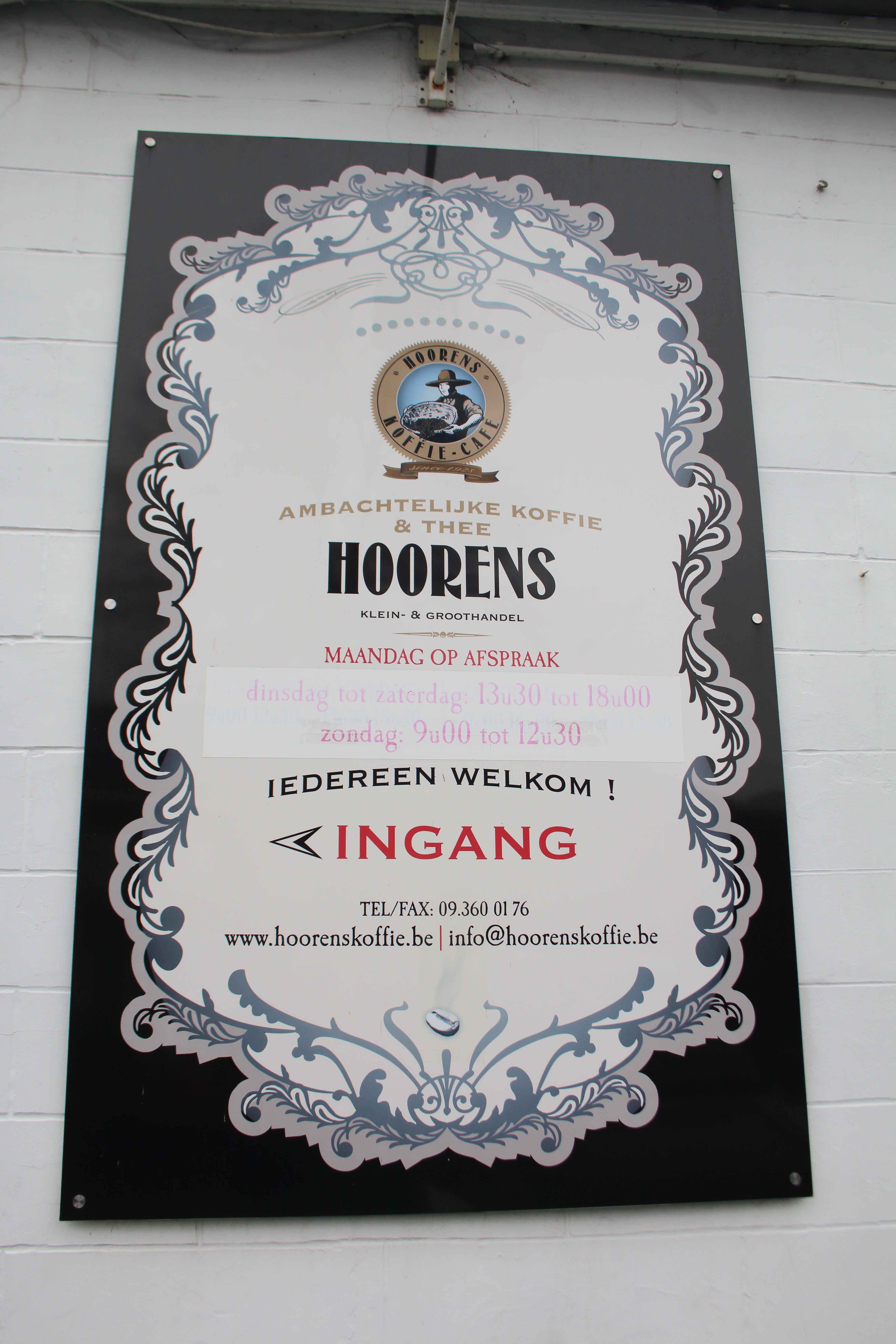
Koffiebranderij Hoorens

De koffiebranderij werd opgericht in 1928 door Jozef Hoorens. In Brakel kocht hij toestellen van een koffiebranderij en bouwde in Sint-Maria-Oudenhove een varkensstal om tot koffiebranderij. Jozef kwam in 1945 om bij een auto-ongeval, waarna zijn vrouw en later zijn zoon de koffieronde en de branderij voortzetten. Bij Hoorens werden en worden Arabicabonen uit Zuid- en Midden-Amerika gebrand. Zaakvoerster (en kleindochter van koffiebrander Jozef) Eveline Hoorens trouwde op 18 oktober 2003 met kunstenaar Panamarenko. De koffiebranderij bracht een Panamarenko-koffiemélange, de Panamajumbo op de markt; er werd ook een gelijknamige documentaire gedraaid. Sinds 2008 maakt Hoorens ook de Ronsische Sint-Hermeskoffie. In 2020 brak een kleine brand uit in de koffiebranderij.